# Gosu-myeon
Gosu-myeon (koreanska: 고수면) är en socken i den sydvästra delen av Sydkorea, 240 km söder om huvudstaden Seoul. Den ligger i kommunen Gochang-gun i provinsen Norra Jeolla.